# Episodi di Giudice Amy (sesta stagione)
La sesta e ultima stagione della serie televisiva Giudice Amy è stata trasmessa in prima visione negli Stati Uniti d'America da CBS dal 28 settembre 2004 al 3 maggio 2005.
In Italia è stata trasmessa in prima visione da Canale 5.
| nº | Titolo originale       | Titolo italiano             | Prima TV USA      | Prima TV Italia |
| -- | ---------------------- | --------------------------- | ----------------- | --------------- |
| 1  | Accountability         | Assumersi le responsabilità | 28 settembre 2004 |                 |
| 2  | Lullaby                | Ninna nanna                 | 12 ottobre 2004   |                 |
| 3  | Legacy                 | La cosa giusta              | 19 ottobre 2004   |                 |
| 4  | Consent                | Il braccialetto             | 26 ottobre 2004   |                 |
| 5  | Order and Chaoes       | Ordine e caos               | 23 novembre 2004  |                 |
| 6  | Catching It Early      | Una giornata senza fine     | 30 novembre 2004  |                 |
| 7  | Early Winter           | L'inizio dell'inverno       | 7 dicembre 2004   |                 |
| 8  | Conditional Surrender  | Resa condizionata           | 14 dicembre 2004  |                 |
| 9  | Silent Era             | I giorni del silenzio       | 11 gennaio 2005   |                 |
| 10 | The Long Run           | La scelta di Amy            | 18 gennaio 2005   |                 |
| 11 | 10,000 Steps           | Un passo alla volta         | 25 gennaio 2005   |                 |
| 12 | You Don't Know Me      | Tu non mi conosci           | 1º febbraio 2005  |                 |
| 13 | Dream a Little Dream   | La casa dei sogni           | 8 febbraio 2005   |                 |
| 14 | Happy Birthday         | Buon compleanno             | 22 febbraio 2005  |                 |
| 15 | Hard to Get            | Un'altra sconfitta          | 8 marzo 2005      |                 |
| 16 | The Paper War          | La guerra di Amy            | 15 marzo 2005     |                 |
| 17 | The New Normal         | Intolleranza                | 22 marzo 2005     |                 |
| 18 | Sorry I Missed You     | Perdono                     | 5 aprile 2005     |                 |
| 19 | Revolutions Per Minute | Piano a lungo termine       | 12 aprile 2005    |                 |
| 20 | Too Little, Too Late   | Troppo tardi                | 19 aprile 2005    |                 |
| 21 | Getting Out            | L'ultimo appello            | 26 aprile 2005    |                 |
| 22 | My Name Is Amy Gray... | La senatrice                | 3 maggio 2005     |                 |

## Assumersi le responsabilità
- Titolo originale: Accontability
- Diretto da: James Frawley
- Scritto da: Richard Kramer e Carol Barbee

### Trama
Amy viene convocata da un suo superiore che le comunica il temporaneo trasferimento all’aula di responsabilità per ragazzi accusati di reati minori. David ritorna dal New Mexico dove si è recato per organizzare il trasferimento del presunto responsabile dell’omicidio di sua moglie. Maxine è depressa ed infelice dopo la rottura con Ignacio, che cerca in ogni modo di riallacciare i rapporti con lei. Kyle riceve la visita di Heather. Gillian sembra cercare un punto di contatto con Peter, sempre più preso dalla musica.
- Altri interpreti: Adrian Pasdar (David McClaren)

## Ninna nanna
- Titolo originale: Lullaby
- Diretto da: Helen Shaver
- Scritto da: Barry O'Brien

### Trama
Un caso che coinvolge una ragazza, che ha violato il coprifuoco e rubato l’auto alla madre per andare dal fidanzato, aiuta Amy a diventare più intuitiva ed attenta. Maxine cerca di aiutare una madre che teme di non riuscire a sopportare lo stress legato al lavoro ed al fatto di dover allevare da sola due bambine. Vincent cerca di sfuggire alle proprie responsabilità e, dopo averlo rimandato, giunge in ritardo ad un appuntamento con il suo agente. Kyle, dopo aver parlato con Maxine, decide di assumersi le sue responsabilità di padre. Maxine e Ignacio si riavvicinano. Amy e David parlano del loro futuro insieme.

## La cosa giusta
- Titolo originale: Legacy
- Diretto da: Fred Gerber
- Scritto da: Constance M. Burge

### Trama
Amy torna alla sua aula alla corte minorile e mette immediatamente in pratica i suoi nuovi buoni propositi di ascoltare veramente i casi e le persone che compaiono davanti a lei. Bruce è contrariato e discute con Amy per l’apparentemente inutile prolungamento del processo ad un ragazzo di dodici anni con problemi psichici accusato dell’omicidio di un anziano, a proposito del quale accusa e difesa hanno già raggiunto un accordo. Maxine cerca di trovare una famiglia ad un diciassettenne che vorrebbe avere accanto qualcuno il giorno del diploma. David acquista una barca e cerca di convincere Amy a partire con lui per una breve vacanza. Peter confessa ai fratelli che la società di assicurazioni che era del loro padre naviga in cattive acque. Donna trova lavoro come avvocato minorile e lascia il posto di cancelliere di Amy.

## Il braccialetto
- Titolo originale: Consent
- Diretto da: Alan Myerson
- Scritto da: Samuel Bernstein

### Trama
Amy inizia ad avere problemi di comunicazione con Lauren, che rivendica con forza il diritto ad avere la sua privacy, tanto che Amy teme che la figlia le nasconda qualcosa. In aula giunge il caso di un ragazzo accusato di avere obbligato una coetanea a praticargli sesso orale durante una festa ed Amy deve decidere se si tratta di violenza sessuale o se sia invece il risultato della pressione esercitata da ragazzi più grandi. Maxine incontra un ragazzo che ha appena saputo casualmente di essere stato rapito dalla madre in tenera età  e cerca di aiutarlo senza coinvolgere la polizia ed i servizi sociali. Gillian viene a sapere dei problemi finanziari di Peter. Vincent continua ad essere in crisi creativa. David cerca di convincere Amy a progettare il loro futuro insieme.

## Ordine e caos
- Titolo originale: Order and Chaoes
- Diretto da: Matt Shakman
- Scritto da: Christopher Ambrose

### Trama
Amy presiede ad un caso di tentato omicidio di cui è accusato un ragazzo tossicodipendente difeso da Donna e deve decidere se l’imputato debba essere processato come adulto. Vincent, per guadagnare qualcosa, si offre di accompagnare a casa in auto un adolescente di cui si occupa il dipartimento ed ha l’occasione di riflettere sulla direzione che ha preso la sua vita. Maxine, sempre più frustrata a causa del lavoro e sull’orlo di una crisi depressiva, decide di alloggiare in hotel per qualche tempo, in cerca di uno spazio per riflettere, ma finisce per aggredire una ragazza, rea di avere abbandonato a sé stessa la madre affidataria, e viene arrestata. In cerca di qualcuno con cui parlare, Amy passa la serata con Bruce e David le manifesta tutta la sua delusione.

## Una giornata senza fine
- Titolo originale: Catching It Early
- Diretto da: Lewis H. Gould
- Scritto da: K. J. Steinberg

### Trama
Nel corso di una giornata molto intensa, Amy cerca di continuare con la vita di sempre e con il suo lavoro mentre attende il risultato della biopsia di un nodulo al seno. Maxine continua nell’ossessionante ricerca di un bambino in affidamento scomparso e riesce a rintracciare un’ex assistente sociale che ha lasciato il lavoro per un esaurimento nervoso e che si era occupata del bambino scomparso. Nell’aula di Amy, Donna difende un ragazzino accusato di lesioni per uno scherzo goliardico ai danni di un professore. Vincent e Gillian cercano di convincere Peter ad iscrivere Ned ad una scuola per ragazzi intellettualmente dotati.
- Altri interpreti: Angie Dickinson (assistente sociale)

## L'inizio dell'inverno
- Titolo originale: Early Winter
- Diretto da: James Frawley
- Scritto da: Matthew Federman e Stephen Scaia

### Trama
Maxine viene ricoverata in ospedale per un lieve infarto, ma, mentre Amy, Peter e Vincent discutono e litigano sulla sua salute, la loro madre non sembra preoccuparsene troppo e le sue uniche richieste sono di avere un medaglione che conserva a casa e di essere lasciata in pace. Bruce procura ad Amy un nuovo assistente, Rob Holbrook. Amy deve decidere sul patteggiamento apparentemente molto generoso riguardante il caso di una ragazza di buona famiglia responsabile di due furti, una rapina ed un’aggressione. Peter e Gillian si riavvicinano. Vincent passa un po’ di tempo con Ignacio.
- Altri interpreti: Jim Parsons (Rob Holbrook)

## Resa condizionata
- Titolo originale: Conditional Surrender
- Diretto da: Helen Shaver
- Scritto da: Matthew J. Lieberman

### Trama
Amy reagisce male alla richiesta di Lauren di trasferirsi dal padre. David comunica ad Amy di avere lasciato il lavoro e di voler partire con la sua barca per una vacanza a tempo indeterminato. Maxine rifiuta l’aiuto di Gillian e Peter e non abbandona il suo stile di vita poco salutare. In aula giunge il caso di una madre malata di sclerosi multipla che non vuole perdere la custodia del figlio. Vincent inizia un nuovo lavoro di assistenza ai ragazzi di strada e incontra un giovane di nome Leon che ha bisogno di aiuto con lo studio.

## I giorni del silenzio
- Titolo originale: Silent Era
- Diretto da: Martha Mitchell
- Scritto da: Carol Barbee

### Trama
Maxine sembra avere deciso di riprendere in mano la propria vita, ma i rapporti con Amy sono ancora molto freddi. In aula, Amy si trova di nuovo di fronte una ragazza ispanica che aveva messo in prova, ma che non ha rispettato le disposizioni e continua ad avere un atteggiamento irrispettoso. Durante una visita cardiologica, Maxine riceve cattive notizie. Sean riesce finalmente a rintracciare il bambino in affido scomparso che Maxine stava cercando da tempo. Vincent finalmente parla con Amy e le confida le sue angosce e frustrazioni.

## La scelta di Amy
- Titolo originale: The Long Run
- Diretto da: Andrew Robinson
- Scritto da: Barry O'Brien

### Trama
Amy scopre di essere incinta e non sa se tenere il bambino, ma ben presto telefona a David e gli comunica la notizia. Maxine riprende a lavorare dopo l’operazione al cuore con un nuovo stile di vita decisamente più salutare e si trova subito ad avere a che fare con un ragazzo poco più che adolescente che le mente a proposito del bambino di cui si sta occupando. Amy è chiamata a giudicare il caso di un ragazzino che ha ferito il suo insegnante. Vincent si mette inconsapevolmente in pericolo cercando di aiutare una giovane prostituta abusata dal suo protettore.

## Un passo alla volta
- Titolo originale: 10,000 Steps
- Diretto da: Richard Gershman
- Scritto da: Constance M. Burge

### Trama
Amy comunica a Lauren la notizia che aspetta un figlio da David, ma la reazione della ragazza non è quella attesa. Ignacio cerca di aiutare Maxine a seguire i consigli del medico ed a tornare in forma. Peter e Gillian si comportano come adolescenti innamorati e l’intensa attività sessuale a cui lo obbliga Gillian mette Peter un po’ a disagio. Amy deve decidere il destino di un ragazzo con problemi psichici e comportamentali adottato da una coppia che ora vorrebbe rinunciare a lui. Vincent cerca nuovamente di aiutare Leon.

## Tu non mi conosci
- Titolo originale: You Don't Know Me
- Diretto da: James Kramer
- Scritto da: Christopher Ambrose

### Trama
Amy è infastidita dal fatto che il suo rapporto con Bruce è ormai arrivato al punto in cui lui conosce tutte le sue abitudini e sarebbe addirittura in grado di prevedere quale decisione prenderà in aula. Maxine va in soccorso di un ragazzo ispanico che frequenta una scuola preparatoria frequentata principalmente da ragazzi bianchi di buona famiglia e che è stato brutalmente picchiato. Amy si trova a decidere d’urgenza se una ragazza con una grave forma di epilessia deve essere operata. Un editore si interessa al nuovo libro di Vincent. Amy e Lauren discutono animatamente perché la ragazza non accetta con facilità i cambiamenti che stanno per accadere nella loro vita. Il rapporto lavorativo e di amicizia tra Vincent e Crystal si fa sempre più intenso.

## La casa dei sogni
- Titolo originale: Dream a Little Dream
- Diretto da: James Frawley
- Scritto da: Adam Belanoff

### Trama
Amy e David sono alla ricerca della casa perfetta per iniziare la loro vita insieme. Maxine si imbatte in un’organizzazione che sfrutta e schiavizza bambini provenienti dall’Europa orientale e cerca di riunire due fratelli tenuti prigionieri in luoghi diversi. In aula arriva il difficile caso di un tredicenne accusato di omicidio di primo grado per avere sparato con un fucile al nonno malato terminale. Vincent e Crystal assistono impotenti all’omicidio di una giovanissima prostituta per mano del suo protettore.

## Buon compleanno
- Titolo originale: Happy Birthday
- Diretto da: Helen Shaver
- Scritto da: Carol Barbee

### Trama
Amy ha problemi di salute legati alla gravidanza come nausea ed attacchi di vomito. Maxine cerca di capire se per due fratelli figli di una madre che ha avuto problemi con la droga ora risolti sia meglio rinunciare ad avere rapporti con il padre, uscito da poco di prigione. Nel giorno del suo quarantesimo compleanno, Amy si trova a giudicare il caso di una tredicenne, difesa da Donna, che ha involontariamente provocato la morte della sua migliore amica mettendosi alla guida dell’auto del padre.

## Un'altra sconfitta
- Titolo originale: Hard to Get
- Diretto da: Bill Rauch
- Scritto da: Matthew J. Lieberman

### Trama
Bruce è contrariato e preoccupato dalla decisione di Amy di continuare ad aiutare Graciela Reyes, adolescente problematica con la quale Amy è sempre più coinvolta, e teme che la situazione possa portare ad ulteriori dispiaceri per Amy, che non ha ancora superato il dolore seguito all’aborto spontaneo. David cerca di stare vicino ad Amy, consapevole del momento delicato che sta attraversando, ma Amy è estremamente scostante. Maxine cerca di aiutare una vecchia amica e compagna di scuola rimasta sola dopo un divorzio a dare un nuovo significato alla sua vita. Crystal chiede a Vincent di accompagnarla a una riunione degli Alcolisti Anonimi per celebrare i suoi trenta giorni di sobrietà.
- Altri interpreti: Tara Correa-McMullen (Graciela Reyes)

## La guerra di Amy
- Titolo originale: The Paper War
- Diretto da: Fred Gerber
- Scritto da: Matthew Federman e Stephen Scaia

### Trama
Amy attira le ire dell’ufficio del procuratore di stato in seguito alla pubblicazione sul giornale di alcune sue dichiarazioni su come la procura persegua i minori distruggendone le vite per fini puramente politici. In conseguenza di ciò, Amy viene letteralmente inondata di richieste di trasferimento da parte dei procuratori dei casi a lei assegnati, compreso quello di un diciassettenne cliente di Donna che rischia così di essere dichiarato disertore dalla Guardia Costiera. Maxine cerca di aiutare una madre che ha completato con successo un percorso di riabilitazione a riavere la custodia dei suoi due figli.

## Intolleranza
- Titolo originale: The New Normal
- Diretto da: Helen Shaver
- Scritto da: David McMillan

### Trama
Maxine ed Ignacio, ufficialmente divorziato, riprendono a frequentarsi. Crystal organizza a sua insaputa il trasferimento di Vincent ad un’altra struttura e questo provoca una crisi nella loro relazione. Maxine è alle prese con una ragazza in affidamento che ha un comportamento ribelle e che scopre di essere sieropositiva rimanendone sconvolta. Amy è dispiaciuta dal fatto che Lauren non voglia che lei sia presente al ballo scolastico. Nell’aula di Amy arriva il caso di un quindicenne arabo americano accusato di aggressione per motivi di odio religioso.

## Perdono
- Titolo originale: Sorry I Missed You
- Diretto da: Alan Myerson
- Scritto da: K. J. Steinberg

### Trama
Amy cerca di barcamenarsi fra l’ennesimo atto di ribellione di Lauren, che si tinge i capelli di rosa, ed il disperato tentativo di aiutare Graciela Reyes, che rischia una pesante condanna nel processo per omicidio. Maxine cerca di aiutare un bambino di sette anni che continua a fuggire dalla madre naturale a cui è stato recentemente riconsegnato per tornare dalla madre affidataria. Amy si trova a dover risolvere una battaglia legale per la custodia di una bambina di cinque anni, al centro di una contesa tra i suoi genitori e la sorellastra. Vincent inizia il suo lavoro di insegnante di scrittura creativa al riformatorio.

## Piano a lungo termine
- Titolo originale: Revolutions Per Minute
- Diretto da: John Kent Harrison
- Scritto da: Robert Levine

### Trama
La pazienza di Amy continua ad essere messa a dura prova dall’atteggiamento ribelle di Lauren, che improvvisamente rivela alla madre di essere diventata vegetariana. Amy è contrariata anche dall’insistenza di uno stratega politico che vuole convincerla a candidarsi per un seggio al senato. Maxine cerca di aiutare una madre single che cerca di crescere da sola un figlio autistico. In tribunale, Amy deve giudicare un ragazzo accusato di aver aggredito, percosso e sequestrato la madre. Peter e Gillian, tornati insieme dopo la separazione, cercano di recuperare la fiducia reciproca.

## Troppo tardi
- Titolo originale: Too Little, Too Late
- Diretto da: Jessica Landaw
- Scritto da: Christopher Ambrose

### Trama
Maxine è spaventata dalla possibilità che il rapporto tra lei e Ignacio possa evolvere in qualcosa di più di una semplice amicizia. In aula, Amy deve cercare di capire se un quindicenne con precedenti penali accusato di aggressione ad un agente sotto copertura, ma che afferma di essere vittima di un abuso da parte della polizia, dice la verità. Maxine cerca di aiutare una moglie vittima di abusi da parte del marito, un arrogante professore universitario. Lauren viene sospesa da scuola per aver partecipato ad una manifestazione contro il consumo di carne a scuola terminata con la distruzione di cibo della mensa. Vincent cerca di convincere i ragazzi del riformatorio a cui insegna a scrivere a tenere un diario.
- Altri interpreti: Cheech Marin (Ignacio)

## L'ultimo appello
- Titolo originale: Getting Out
- Diretto da: Richard Gershman
- Scritto da: Barry O'Brien

### Trama
Il rapporto fra Amy e Bruce, a causa di una profonda differenza di vedute, viene messo a dura prova durante le udienze per un caso che vede un bambino di dieci anni imputato per una rapina a mano armata, ultimo di una serie di reati di cui si è reso responsabile. La ritrattazione di una testimone regala ad Amy nuove speranze per un possibile nuovo processo per Graciela. Maxine e Sean cercano di lottare contro la burocrazia per evitare che una famiglia che ha in affidamento diversi ragazzi disabili perda la propria casa. Vincent rimane particolarmente colpito dalle capacità di scrittura di un ragazzo del riformatorio, che sta per terminare di scontare la propria pena.
- Altri interpreti: Tara Correa-McMullen (Graciela)

## La senatrice
- Titolo originale: My Name Is Amy Gray...
- Diretto da: Helen Shaver
- Scritto da: Carole Barbee

### Trama
Amy, estremamente amareggiata dalla tragica fine di Graciela e stremata dalla sensazione di impotenza di fronte alle storture ed alle mancanze del sistema giudiziario, decide di porre fine alla sua carriera di giudice minorile. Maxine cerca di recuperare il rapporto con Ignacio ma, dopo essere stato allontanato, l’uomo teme che possa accadere ancora. Nel suo ultimo giorno di lavoro, Amy si occupa del caso di un tredicenne che ha aggredito un coetaneo mentre era sotto l’effetto di un errato dosaggio di medicinali regolarmente prescritti. Maxine deve occuparsi di una ragazzina che ha subito violenza sessuale, la cui madre sembra molto presente ed apprensiva. Amy, sotto le insistenze dello stratega politico che la vorrebbe avviare alla carriera politica, accarezza l’idea di andare a Washington per tenere un discorso contro una legge in discussione che vorrebbe sostanzialmente abolire il sistema giudiziario minorile e che potrebbe essere il primo passo della sua campagna per il Senato.